# Henri Cuq
Henri Cuq (* 12. März 1942 in Toulouse; † 11. Juni 2010 in Paris) war ein französischer Politiker der Union pour un mouvement populaire (UMP).

## Biografie
Nach dem Schulbesuch absolvierte er ein Studium am Institut d’études politiques de Toulouse. Cuq war ein langjähriger persönlicher Freund von Jacques Chirac. Nach der Wahl von Chirac zum Liste der Bürgermeister von Paris wurde Cuq 1977 dessen Sonderbeauftragter (Chargé de mission) und danach 1979 Kabinettsdirektor des Bürgermeisters. Diese Position bekleidete er bis 1986.
Anschließend wurde er erstmals zum Mitglied der Nationalversammlung (Assemblée nationale) gewählt und vertrat dort bis 1988 zunächst die Interessen des Départements Ariège. 1988 erfolgte dann seine Wahl als Kandidat der Rassemblement pour la République (RPR) zum Mitglied der Nationalversammlung im 9. Wahlkreis des Départements Yvelines.
Später war er zeitweise während der Präsidentschaft Chiracs Kommissar für die Polizei (Commissaire de police) sowie Direktor für allgemeine Informationen (Directeur des Renseignements généraux) im Élysée-Palast.
Bei der Wahl zur Nationalversammlung wurde er als Kandidat der UMP im 9. Wahlkreis des Département Yvelines 2002 wieder zum Mitglied gewählt. 
Im März 2004 ernannte ihn Präsident Chirac zum Delegierten Minister für die Beziehungen zum Parlament (Ministre délégué chargé des Relations avec le Parlement) im Kabinett von Premierminister Jean-Pierre Raffarin. Dieses Amt bekleidete er auch in der nachfolgenden Regierung von Premierminister Dominique de Villepin bis Mai 2007. 
Bei der Wahl zur Nationalversammlung 2007 wurde er im 9. Wahlbezirk von Yvelines wiedergewählt und gehörte damit dem Parlament in der 13. Legislaturperiode bis zu seinem Tod an. Zugleich war er von 2008 bis zu seinem Tode Vorsitzender der Vereinigung Avec le président Chirac. Im Oktober 2008 gehörte er zu den sieben Abgeordneten der UMP, die gegen eine Änderung der Verfassung der Fünften Französischen Republik stimmten.